# Sten (famiglia)
Gli Sten (talvolta anche Steno) furono una famiglia patrizia veneziana, annoverata fra le cosiddette Case Nuove. Nella prima metà del secolo XV diedero alla Repubblica un doge, Michele Sten.

## Storia
Poche sono le informazioni pervenuteci su questo nobile casato veneto: la tradizione lo vorrebbe originario di Altino, ma è ignota la data del trasferimento degli Sten in area lagunare.
La famiglia fu ufficialmente dichiarata parte del corpo patrizio cittadino alla serrata del Maggior Consiglio, nel 1297. Pare che gli Sten non abbiano mai raggiunto particolari vette di ricchezza e potenza; tuttavia, nel 1400, furono portati alla ribalta della scena politica veneziana a seguito dell'elezione di Michele Sten alla carica dogale.
Il casato si estinse proprio con la morte del doge Sten, che morì il 26 dicembre 1413.

## Membri illustri
- Michele Sten (1331 - 1413), doge veneziano.